# Pay It Forward
Pay It Forward (bra A Corrente do Bem; prt Favores em Cadeia)  é um filme norte-americano de 2000 dirigido por Mimi Leder.

## Elenco
- Haley Joel Osment ... Trevor McKinney
- Kevin Spacey ... Eugene Simonet
- Helen Hunt ... Arlene McKinney
- Angie Dickinson ... Grace
- James Caviezel ... Jerry
- Jay Mohr ... Chris Chandler
- Jon Bon Jovi ... Ricki
- David Ramsey ... Sidney
- Gary Werntz ... Thorsen
- Shawn Pyfrom ... Shawn
- Marc Donato ... Adam